# Chor des Bayerischen Rundfunks
Der Chor des Bayerischen Rundfunks in München ist ein gemischter Chor, der als Rundfunkchor Teil des Klangkörpers des Bayerischen Rundfunks ist.

## Profil des Chors
Der Chor umfasst 49 fest angestellte Berufssänger und kann bei Bedarf bis zu einer Größe von 100 Sängern aufgestockt werden. Er zeichnet sich aus durch seine klangliche Homogenität sowie durch seine stilistische Vielseitigkeit, die alle Gebiete des Chorgesangs von der mittelalterlichen Motette bis zu zeitgenössischen Werken, vom Oratorium bis zur Oper umfasst. Dem Chor steht ein künstlerischer Leiter vor. Chefdirigent des Chors ist in Personalunion der Chefdirigent des Symphonieorchesters des Bayerischen Rundfunks. Dementsprechend erfolgte eine wesentliche künstlerische Prägung des Chors nicht nur durch die Chorleiter, sondern ebenso durch die bisherigen Chefdirigenten Eugen Jochum, Rafael Kubelík, Colin Davis, Lorin Maazel und Mariss Jansons. Als Teil des Klangkörpers des Bayerischen Rundfunks musiziert der Chor vorrangig mit dem Symphonieorchester des Bayerischen Rundfunks sowie dem Münchner Rundfunkorchester. Ebenso tritt er zusammen mit den Symphonieorchestern anderer ARD-Anstalten auf und gastiert bei europäischen Spitzenorchestern wie zum Beispiel den Berliner oder Münchner Philharmonikern und dem Lucerne Festival Orchestra. Mit zeitgenössischen Werken und Uraufführungen setzt der Chor interpretatorische Akzente bei der musica viva sowie in der eigenen Abonnement-Konzertreihe. Auch erfolgen Aufführungen nicht so häufig aufgeführter Kompositionen wie zum Beispiel von Carola Bauckholt, Georg Friedrich Haas, Adriana Hölszky, Gija Kantscheli, James MacMillan, Arvo Pärt, Krzysztof Penderecki, Wolfgang Rihm, Sven-David Sandström, Valentin Silvestrov, Karlheinz Stockhausen und Hans Zender.

## Geschichte

### Chor von 1924
Offizielles Gründungsdatum ist der 1. Mai 1946. Doch ähnlich wie das Symphonieorchester des Bayerischen Rundfunks hat der Münchner Rundfunkchor eine Geschichte, die an die Anfänge des Münchner Radiosenders zurückreicht. Hervorgegangen ist der heutige Münchner Rundfunkchor aus dem 1924 im Gründungsjahr der „Deutschen Stunde in Bayern“ ins Leben gerufenen Vokalensemble, das anfänglich aus 28 Sängerinnen und Sängern bestand. Im August 1924 ging das erste Symphoniekonzert mit dem „Großen Rundfunkorchester und dem Chor der Deutschen Stunde in Bayern“ über den Sender. Allerdings war die Aufnahmequalität nicht besonders zufriedenstellend. Die Bayerische Radio-Zeitung vom 30. November bemerkte dazu:

„Fraglos ist es außerordentlich schwer, den Klang der einzelnen Chorstimmen, bei denen jede Verschiedenartigkeit im Stimmencharakter durch die Übertragung in krasser Form verstärkt wird, auf einen gemeinschaftlichen Nenner zu bringen.“

Doch bald änderte sich das, insbesondere durch eine spezielle Aufstellung verschiedener Mikrophone. Der Rundfunkchor wurde von da an fester Bestandteil der Aufführungen klassischer Musik von Orchester und Chor des Münchner Radiosenders.

### Erste Chorleiter
Der erste künstlerische Leiter des Rundfunkchors war Herbert Erlenwein. Er war Schüler von Hans Knappertsbusch, Joseph Haas und Siegmund von Hausegger. Neben dem Chor leitete er vom Januar 1925 bis August 1927 auch das ebenfalls 1924 gegründete Rundfunkorchester des Münchner Radiosenders. Nach Erlenwein leitete übergangsweise der Organist Gustav Schoedel Chor und Orchester. 1928 folgte Eduard Zengerle. Er leitete Chor und Orchester erstmals am 28. September 1928.

### Neugründung 1946
Als erster der drei Klangkörper des Bayerischen Rundfunks wurde der BR-Chor 1946, im ersten Jahr nach Kriegsende gegründet. Es begann damit, dass Robert Seiler als Künstlerischer Leiter ein 28-köpfiges Ensemble von Berufssängern zu einem Chor zusammenführte und am 1. Mai 1946 den Chor von „Radio München“, dem Vorgänger des heutigen Bayerischen Rundfunks gründete. Bereits ein Jahr später umfasste der Chor 36 Mitglieder. 1948 wurde er auf 40 Sängerinnen und Sänger erweitert.

### 1950er Jahre
Nachdem Robert Seiler 1949 einem Ruf zum Direktor des Nürnberger Konservatoriums gefolgt war, berief der Bayerische Rundfunk Josef Kugler zum künstlerischen Leiter des Münchner Rundfunkchors. Kugler war zuvor unter Clemens Kraus an der Bayerischen Staatsoper tätig. Mit Eugen Jochum, dem Chefdirigenten des am 1. Juli 1949 gegründeten Symphonieorchester des Bayerischen Rundfunks, entwickelte sich eine fruchtbare Zusammenarbeit. Bis 1949 standen vokale Studioproduktionen, vom Madrigal bis hin zu Kantate und Oratorium im Vordergrund. Kubelik band Chor und Orchester stärker zusammen. An der Seite des Symphonieorchesters reiste der Chor 1951 zu den Salzburger Festspielen mit einer Aufführung von Orffs Catulli carmina, ein Jahr später gestaltete er ein A-cappella-Konzert bei den „Internationalen Musikwochen“ in Konstanz. Ebenfalls im Jahr 1951 dirigierte Igor Strawinsky den Chor und das Symphonieorchester des Bayerischen Rundfunks mit eigenen Werken, darunter Oedipus Rex. 1953 startete die Reihe der Münchner Sonntagskonzerte, in denen der Rundfunkchor regelmäßig auftritt. Große Beachtung fand die Aufführung von Claudio Monteverdis Marienvesper anlässlich der Wiener Festwochen 1957. In heimischen Gefilden war einer der Höhepunkte gemeinsamen Schaffens von Chor und Symphonieorchester die feierliche Eröffnung des Münchner Herkulessaales 1953 sowie 1959 die gemeinsame Aufführung von Händels Oratorium Israel in Ägypten unter Eugen Jochum.

### 1960er Jahre
Nach dem Tod Josef Kuglers 1958 berief der Bayerische Rundfunk Kuglers Assistenten Kurt Prestel zum künstlerischen Leiter des Münchner Rundfunkchors. In die Ära Prestel fiel der Wechsel im Chefdirigentenamt von Chor und Symphonieorchester des Bayerischen Rundfunks. 1961 folgte auf Eugen Jochum Rafael Kubelík. 1963 wurde Wolfgang Schubert künstlerischer Leiter des Chors. Er war der erste Chorleiter mit einer längeren Amtsperiode. Mit Kubelik und Schubert begann eine neue Ära intensiver Zusammenarbeit von Chor und Symphonieorchester. Beispiele sind chorsymphonische Aufführungen von Benjamin Brittens War Requiem, Igor Strawinskys Psalmensymphonie oder Paul Hindemiths Mathis der Maler. Weitere Höhepunkte in diesem Jahrzehnt waren Aufführungen von Werken Arnold Schönbergs, unter anderem Ein Überlebender aus Warschau.

### 1970er Jahre
Am Beginn dieser Epoche stand am 23. Mai 1970 die Reise des Chors nach Rom. Zum 50-jährigen Priesterjubiläum von Papst Paul VI. leitete Wolfgang Sawallisch den Chor des Bayerischen Rundfunks und das Orchester des Italienischen Rundfunks. Die Fernsehübertragung des von Franco Zeffirelli inszenierten Concerto per il papa erreichte weltweit 350 Millionen Zuschauer. Weiterer Höhepunkt war 1971 die Aufführung von Olivier Messiaens Transfiguration de Notre-Seigneur Jésus-Christ anlässlich des 25-jährigen Jubiläums des Rundfunkchors. Für die ein Jahr später erfolgte Gesamtaufnahme von Hans Pfitzners Oper Palestrina erhielten Chor und Symphonieorchester des Bayerischen Rundfunks den Deutschen Schallplattenpreis 1973. Zwei neue Chorleiter waren prägend in dieser Zeit, Heinz Mende und Josef Schmidhuber. Mende war zuvor an der Stuttgarter Staatsoper, Schmidhuber kam von der Kirchenmusik.

### 1980er Jahre
Nach dem Auslaufen des Vertrags von Rafael Kubelik 1979 blieben der Chor und das Symphonieorchester des Bayerischen Rundfunks bis 1983 ohne Chefdirigent. Der designierte 1982 verstorbene neue Chefdirigent Kyrill Kondraschin dirigierte am 7. März 1981 vor seinem geplanten Amtsantritt als einziges Konzert mit Beteiligung des Rundfunkchors die Sinfonie Nr. 13 von Schostakowitsch. 1983 dirigierte Colin Davis am 6. Oktober 1983 zu Beginn seiner Tätigkeit als Chefdirigent von Chor und Symphonieorchester Beethovens Missa solemnis. 1986 wurde Hans-Peter Rauscher Nachfolger von Gordon Kember als Künstlerischer Leiter des Chors. Anlässlich des Berliner Mauerfalls leitete Leonard Bernstein am 23. und 25. Dezember 1989 in Berlin unter Beteiligung des BR-Rundfunkchors die Aufführung von Beethovens 9. Sinfonie.

### 1990er Jahre
1990 trat Michael Gläser sein Amt als künstlerischer Leiter des Chors an. Er wirkte in dieser Funktion 15 Jahre lang bis 2005 und ist damit der am längsten gediente Leiter des BR-Rundfunkchors. Im selben Jahr dirigierte Leonard Bernstein sein letztes Konzert vor seinem Tod mit dem Chor und Symphonieorchester des BR in der Stiftsbasilika Waldsassen, Mozarts c-Moll-Messe. Unter der Leitung von Lorin Maazel, ab 1993 Chefdirigent von Chor und Symphonieorchester, fand 1997 anlässlich der „Jerusalem-3000-Jahr“-Feier die Uraufführung von Pendereckis 7. Sinfonie (Seven Gates of Jerusalem) statt. 1998 richtete der Chor eine eigene Abonnementreihe ein. Pro Saison bietet diese fünf Konzerte.

### Ab dem Jahr 2000
2003 begann mit Mariss Jansons als neuem Chefdirigenten von Chor und Symphonieorchester eine neue Ära für die Klangkörper des Bayerischen Rundfunks. Mit Beginn der Spielzeit 2005/2006 übernahm der 1978 geborene Niederländer Peter Dijkstra die Position des Künstlerischen Leiters von seinem Vorgänger Michael Gläser.
2005 gab Nikolaus Harnoncourt mit Schumanns Das Paradies und die Peri sein Debüt am Pult von Chor und Symphonieorchester. 2008 dirigierte Peter Dijkstra Händels Israel in Egypt, erschienen auch als CD. 2009, im Jubiläumskonzert zum 60-jährigen Bestehen des Symphonieorchesters dirigierte Jansons Arnold Schönbergs Gurre-Lieder. Im selben Jahr gaben Chor und BR-Symphonieorchester in der Dresdner Frauenkirche, kurz nach deren Wiederaufbau ein Gastkonzert unter der Leitung von Peter Dijkstra. Es folgten 2010 Gastkonzerte des Chors in Berlin und Salzburg mit den Berliner Philharmonikern. Auf dem Programm stand jeweils Verdis Messa da Requiem.
Höhepunkte der jüngeren Zeit waren Aufführungen der Requiem-Vertonungen von Mozart, Dvořák, Brahms und Verdi mit Chefdirigent Mariss Jansons sowie Auftritte mit Gastdirigenten wie Claudio Abbado, Daniel Harding, Nikolaus Harnoncourt, Thomas Hengelbrock, Ton Koopman, Riccardo Muti oder Simon Rattle.
Großen Anklang findet die Zusammenarbeit des Chors mit Originalklang-Ensembles wie Akademie für Alte Musik Berlin oder Concerto Köln. Zunehmend werden Werke aufgeführt und eingespielt, die der Bayerische Rundfunk unter seinem neu gegründeten CD-Label als CDs und DVDs herausgibt. So im Jahre 2013 Bachs Matthäus-Passion als CD-/DVD- und TV-Produktion unter der Leitung von Peter Dijkstra mit dem Concerto Köln und dem BR-Rundfunkchor. 2016 übernahm Howard Arman das Amt des Künstlerischen Leiters des Rundfunkchors.
Neben seiner Konzerttätigkeit engagiert sich der Rundfunkchor regelmäßig zu kulturellen Anlässen: So zum Beispiel am 19. Juni 2011, anlässlich des Tags der Musik, an dem der BR 2011 zum ersten Mal das Projekt „cOHRwürmer“ mit ins Leben rief. Rund 1500 Laiensänger, der Chor des Bayerischen Rundfunks, der Landesjugendchor und das Münchner Rundfunkorchester musizierten unter der Leitung von Peter Dijkstra gemeinsam im Cirkus Krone.
Auf dem Programm stehen einmal im Jahr stattfindende Workshops und Mitsing-Konzertprojekten mit Schülern und Studenten. Zudem wurde ein Chordirigier-Forum ins Leben gerufen. Ziel des Projektes ist:
1. Künstlerische Weiterentwicklung der Teilnehmer
2. Sammeln von Erfahrungen in der Arbeit mit einem professionellen Chor
3. Kennenlernen von Dirigenten bzw. Dirigentinnen, die bereits im Beruf stehen,
4. Ausloten von beruflichen Chancen in Kontakt mit den Profis

Eine aktuelle Auswahl aktueller Einspielungen auf CD und DVD mit dem Chor des Bayerischen Rundfunks stellt der BR auf seiner Homepage in der Chor-Diskografie vor.

## Künstlerische Leiter
- 1946–1949: Robert Seiler
- 1949–1958: Josef Kugler
- 1958–1963: Kurt Prestel
- 1963–1969: Wolfgang Schubert
- 1969–1981: Heinz Mende und Josef Schmidhuber
- 1981–1984: Gordon Kember
- 1986–1990: Hans-Peter Rauscher
- 1990–2005: Michael Gläser
- 2005–2016: Peter Dijkstra
- 2016–2021: Howard Arman
- ab 2022: Peter Dijkstra[13]

## Auszeichnungen
- Zusammen mit dem Symphonieorchester gewann der Chor 1966 unter Rafael Kubelík den goldenen Schallplattenpreis für die Einspielung von Arnold Schönbergs Gurre-Liedern.[14]
- 1973 gewann der Chor erneut den goldenen Schallplattenpreis für die Aufnahme von Hans Pfitzners Oper Palestrina.
- 2002 erhielt der Chor den „Critics´Choice“ beim „Grammophone Magazine“ für die Aufnahme und Einspielung von Frank Martins „In terra pax“, „Pilate“ und „Golgotha“ unter der Leitung von Marcello Viotti und Ulf Schirmer.
- 2006 gewannen Mariss Jansons, Sergei Aleksaschkin und Chor und Symphonieorchester des Bayerischen Rundfunks für ihre Aufnahme der 13. Sinfonie von Dmitri Schostakowitsch einen Grammy Award in der Kategorie „Beste Orchesterdarbietung“.
- Vielfach prämiert wurde die CD-Einspielung von Arnold Schönbergs Gurre-Liedern unter der Leitung von Michael Gielen, die 2006 vom Chor des Bayerischen Rundfunks gemeinsam mit dem MDR-Rundfunkchor Leipzig und dem SWR Sinfonieorchester Baden-Baden und Freiburg eingespielt wurde. Sie erhielt den Preis der deutschen Schallplattenkritik 2007, den Midem Classical Award 2008 als „Beste Choraufnahme“ und wurde für den Grammy Award 2008 nominiert.
- 2009 wurden Chor und Symphonieorchester des Bayerischen Rundfunks für die CD-Einspielung von Robert Schumanns Das Paradies und die Peri unter der Leitung von Nikolaus Harnoncourt als „Beste Choreinspielung – 19. Jahrhundert“ mit dem ECHO Klassik ausgezeichnet.
- Im Jahr 2014 wurde der Chor erneut mit dem ECHO Klassik für die Einspielung von Alfred Schnittkes Konzert für Chor ausgezeichnet.
- 2015 wurde der Chor mit dem Bayerischen Staatspreis für Musik in der Kategorie Professionelles Musizieren ausgezeichnet.

## CD-Produktionen
- Benjamin Britten: War Requiem. – Emily Magee, Mark Padmore, Christian Gerhaher, Symphonieorchester des Bayerischen Rundfunks unter der Leitung von Mariss Jansons (BR-KLASSIK 900120), diese Produktion wurde mit dem Diapason d’or ausgezeichnet.
- Antonín Dvořák: Stabat Mater. – Erin Wall, Mihoko Fujimura, Christian Elsner, Liang Li, Symphonieorchester des Bayerischen Rundfunks, unter der Leitung von Mariss Jansons (BR-KLASSIK 900142).
- Georg Friedrich Händel: An Occasional Oratorio. BR-Chor, Akademie für Alte Musik Berlin, unter der Leitung von Howard Arman (BR-KLASSIK 900520).
- Felix Mendelssohn Bartholdy: Psalmen – Münchner Rundfunkorchester, unter der Leitung von Howard Arman (BR-KLASSIK 900519).
- Sergei Wassiljewitsch Rachmaninow: Die Glocken und Sinfonische Tänze – Symphonieorchester des Bayerischen Rundfunks, unter der Leitung von Mariss Jansons (BR-Klassik 900154), diese Produktion wurde mit dem Diapason d’or und vom britischen Magazin Gramophone als Aufnahme des Monats April 2018 ausgezeichnet.
- Riccardo Muti dirigiert Messa da Requiem mit Jessye Norman, Agnes Baltsa, José Carrera, Yevgeny Nesterenko und dem Symphonieorchester des Bayerischen Rundfunks (BR-KLASSIK), diese Produktion wurde ausgezeichnet mit 5 Star De Volkskrant, Los Excapcionales, einem Gramophone Editors Choice, von MUSICWEB INTERNATIONAL als Recording of the Year 2021 und dem Edison Klassiek Award.